# Radio 1
Radio 1 je hrvatska radijska postaja sa sjedištem u Čakovcu. Emitiranje je započela 10. ožujka 1993. godine pod nazivom Radio postaja Nedelišće, sa sjedištem u Nedelišću. Identifikacijski znak promijenjen je u listopadu 2000. godine kada su se preselili u nove prostore u centru Čakovca. Vrlo brzo nakon početka emitiranja radio je stekao širok krug slušatelja, a to povrđuju istraživanja provedena 2008. godine kada je objavljeno da je Radio 1 najslušaniji na području Grada Čakovca, Međimurske županije te Međimurske i Varaždinske županije zajedno, a dobra slušanost je i u okolnim županijama (Krapinsko-zagorska županija, Koprivničko-križevačka županija, Bjelovarsko-bilogorska županija), kao i rubnim dijelovima Mađarske i Slovenije. Program se emitira 24 sata dnevno na frekvenciji 105,6 Mhz FM.

## Vanjske poveznice
- Radio 1 - službene stranice